# Enric Moles i Ormella
Enric Moles i Ormella (Vila de Gràcia, 1883 – Madrid, 1953) fou el químic català de més renom internacional de la primera meitat del segle xx; expert en la determinació de pesos atòmics i considerat l'introductor de la Química física a Espanya.

## Biografia
Enric Moles i Ormella va néixer el 26 de juliol de 1883 a la vila de Gràcia, que no seria incorporada a la ciutat de Barcelona fins a l'any 1897. Fill de Pere Moles i Alrich de la Seu d'Urgell, i de Maria Ormella i Figuerola de Balaguer era el quart de cinc germans el gran dels quals  Joan (1871-1945), fou un polític destacat. Moles cursà el batxillerat al Col·legi Ibèric de Gràcia, i l'any 1905 es llicencià en Farmàcia a la Universitat de Barcelona, i se sentí especialment atret per les assignatures de química; l'any següent es doctorà a la Universitat Central de Madrid –l'única universitat espanyola que fins al 1954 atorgava el títol de doctor— amb una tesi sobre l'anàlisi de silicats en miques espanyoles, Es reincorporà a la Facultat i fou nomenat professor auxiliar supernumerari gratuït, però no hi estigué gaire temps perquè, tot seguit, inicià el període de formació a l'estranger sota els auspicis de la Junta per a l'Ampliació d'Estudis (JAE). La JAE és cabdal per entendre el desenvolupament de la ciència espanyola durant el primer terç del segle passat, període sovint anomenat l'«Edat de Plata» de la ciència espanyola. Moles aconseguí una primera pensió de la JAE per anar a Alemanya, passa uns mesos a Múnic i l'abril de 1908 es trasllada a Leipzig on inicia el procés de formació sobre el qual es bastiran els èxits científics i professionals posteriors. Es matricula a l'Institut de Química física que havia fundat Wilhelm Ostwald l'any 1898; Ostwald conjuntament amb Svante August Arrhenius i Jacobus Henricus van 't Hoff, els anomenats «ionistes», són considerats els pares de la química física. Allí descobrí un món nou, el món de la recerca i de la universitat centroeuropea amb una organització i jerarquia pròpies. Hi passà tres semestres i cursà un conjunt d'assignatures teòriques, però sobretot feu molt treball experimental i aprengué les tècniques i els mètodes bàsics de la química física. També pensionat per la JAE, l'estiu de 1912 feu una estada breu d'un parell de mesos a l'Institut Politècnic Federal de Zuric (ETH, de l'alemany Eidgenössische Technische Hochschule Zürich), conjuntament amb Blas Cabrera, al laboratori de Pierre Weiss on s'inicia en el camp del magnetisme. Però la que seria l'estada més decisiva per al seu futur científic fou la feta a Ginebra en plena Primera Guerra Mundial, de març de 1915 a juliol de 1917, al Laboratori de Química teòrica de la Universitat de Ginebra dirigit per Philip A. Guye (1862-1922), antic deixeble d'Ostwald. Allà descobrí el món de la determinació de pesos atòmics del qual Guye era l'especialista capdavanter dels anomenats mètodes fisicoquímics. Obté el doctorat en Ciències físiques amb una tesi sobre la determinació del pes atòmic del brom i el juliol del 1917, una mica precipitadament i forçat pels esdeveniments bèl·lics, tornà a Madrid on s'instal·là de manera definitiva.
Moles es reincorporà al Laboratorio de Investigaciones Físicas (LIF), que dirigia Blas Cabrera, i començà a impartir de manera regular i continuada cursos de química física posant en pràctica tot allò que havia après a l'estranger. Després de llicenciar-se en Química a la Universitat de Barcelona l'abril de 1920, el juny del mateix any es doctora, ara en Ciències químiques, a la Universitat central de Madrid amb un treball sobre el pes atòmic del fluor. Començà a treballar en el mètode de les densitats límit a Madrid, on dissenyà un laboratori especialitzat sobre el tema i començava així el que pot dir-se'n l'escola Moles.

### La Guerra civil i l'exili
El cop d'estat i l'esclat de la Guerra Civil, el 18 de juliol de 1936, agafà Moles a Madrid i no dubtà a posar-se al costat del govern legítim de la República. L'agost fou nomenat vicerector de la Universitat de Madrid i assumí de manera accidental la direcció de l'Instituto Nacional de Física y Química (INFQ); des del primer moment la seva màxima preocupació fou la de protegir les instal·lacions del centre, cosa que aconseguí en bona part i de fet durant tota la guerra s'hi va mantenir un mínim d'activitat científica. Seguint el Govern de la República, es desplaçà a València al novembre de 1936, i a l'octubre següent, a Barcelona. A finals de 1937 fou nomenat Director general de Pólvoras y Explosivos, però abans, al desembre, assistí a un seminari a Neuchâtel organitzat per l'Institut Internacional de Cooperació Intel·lectual sobre la determinació de pesos atòmics i el principal acord pres fou proposar el laboratori de Madrid de Moles i el de la Universitat de Leeds, dirigit per Robert Whytlaw-Gray, com a laboratoris de referència internacional. El febrer de 1939 passa la frontera per El Pertús i inicià el seu exili; ben aviat arriba a París, on és acollit per col·legues francesos que li facilitaren la instal·lació, en particular fou decisiu l'ajut inicial de Frédéric Joliot-Curie, que li permeté formar part del personal del CNRS. Un cop conegut l'exili i la separació de Moles de la seva càtedra i del INFQ, es produí una reacció de solidaritat espectacular d'un centenar de professors de les principals universitats europees, entre ells quatre premis Nobel, que reclamaren al Ministre d'afers exteriors espanyol, a través de l'Ambaixada a París, el seu reingrés immediat. Tingué diverses oportunitats d'incorporar-se a universitats d'Amèrica Llatina i dels Estats Units, però des del primer moment de l'exili volgué retornar a Espanya. Estava tant segur i convençut de si mateix, del renom internacional i de la capacitat d'influir, que es cregué de manera acrítica la crida feta per Franco en què s'afirmava que tots aquells que no tinguessin delictes de sang, no els passaria res. Aquesta decisió ferma de tornar com més aviat millor a Espanya es feu palesa des del dia de la seva arribada a París, quan es registrà al Consolat espanyol i inicià els passos administratius pertinents. Val a dir que el Consolat s'ocupà de la petició i començà un període de relacions, aparentment fluides; la tornada a Madrid s'organitzà al voltant de la possible aplicació d'unes patents relatives a la fabricació de combustibles líquids a partir de lignits, camp en què Moles s'hi havia interessat temps abans. A finals de 1941, amb l'autorització pertinent de Madrid, se li concedí un passaport amb els visats i salconduits necessaris. Cada cop tot sembla més indicar que aquesta operació fou un engany per fer-lo tornar, en què hi caigué amb tota innocència, portat segurament pel desig del retorn. Fos com fos, Moles arribà a Irun el 9 de desembre de 1941 i la Guàrdia Civil, que l'estava esperant a l'estació, el traslladà tot seguit a la presó madrilenya de Torrijos.

### Retorn i Consell de guerra
L'argument, si més no oficial, de l'empresonament era que havia estat jutjat en rebel·lia en un procés obert contra tots els membres del INFQ, però per falta de proves el deixaren en llibertat condicional dos mesos després, el febrer de 1942. Aquest alliberament representà, però, l'inici d'un veritable calvari judicial. Passades tot just unes setmanes i sent vist per Madrid al mes de març, es presentaren unes denúncies insòlites per part d'antics col·legues de la Universitat i del INFQ, que sense cap base jurídica foren admeses pel jutjat militar. Les acusacions que se li feren coincidien amb una de les obsessions més fortes del règim franquista: l'oposició a la maçoneria; un altre dels «càrrecs» més greus de què l'acusaven era el contingut d'un article que havia publicat a València el desembre de 1937 en què comparava el diferent tractament que estava fent l'Alemanya nazi —amb l'expulsió de científics jueus— en relació amb l'URSS —que havia mantingut en càrrecs importants científics dissidents, com Pàvlov. La tercera acusació es referia a la fabricació de material bèl·lic en els locals del INFQ a l'inici de la Guerra Civil. Jutjat el juliol de 1942, fou condemnat per auxili a la Rebel·lió militar a dotze anys de reclusió, si bé la mateixa sentència proposava a l'autoritat competent una reducció a sis anys que, a efectes pràctics, equivalia a la llibertat provisional. Aquesta resolució no s'arribaria a aplicar mai perquè l'auditor en cap la impugnà i demanà una acusació d'adhesió a la Rebel·lió militar i no d'auxili. Després de la revisió corresponent, el març de 1943, fou condemnat a reclusió perpètua, de fet a 30 anys de reclusió major. El desembre de 1943 aconseguí, però, la llibertat condicional per haver fet els 60 anys. Moles, com ja havia fet durant els dos anys d'empresonament, continuà reclamant i sol·licitant revisions de penes, indults i qualsevol altra mesura de gràcia a les autoritats militars. Finalment l'any 1950 se li concedí l'indult definitiu, s'esborraren definitivament els antecedents penals i obtingué el passaport. Val a dir, que en l'aplicació de l'indult se li computà una bona part del temps de condemna pel treball intel·lectual corresponent a la redacció d'uns articles científics escrits durant la seva estada a les presons Torrijos i Porlier.

### Els últims anys
A la sortida de la presó, el desembre de 1943, fou acollit a l'Instituto de Biología y Sueroterapia (IBYS) on hi treballà com a director tècnic fins a la seva mort. Un cop aconseguit l'indult total i el passaport encara tingué temps i oportunitat de fer alguns viatges a l'estranger i recuperar una mica la seva posició de prestigi a nivell internacional. En la primera sortida el setembre de 1949, assistí a la 15a Conferència de la IUPAC a Amsterdam i fou nomenat secretari del Comitè de Pesos atòmics. El 1950 rebé a París el Premi de la Societat de Química de França. L'últim viatge fou el setembre i octubre de 1951; primer assistí a la 16a reunió de la IUPAC a Washington, i a continuació visità L'Havana on fou nomenat membre de l'Acadèmia de Farmàcia de Cuba. Morí d'un vessament cerebral el 30 de març de 1953 a Madrid.

## Activitat docent
A part dels cursos impartits a l'INFQ, la carrera docent de Moles està vinculada a la Universitat Central de Madrid, de la qual fou catedràtic de Química inorgànica des de 1927 fins a la seva expulsió el 1939. Un cop incorporat a la Facultat de Ciències emprengué una tasca renovadora que anà des de la construcció d'uns nous laboratoris fins a la renovació docent en la impartició de les disciplines de Química inorgànica i Química física, amb un especial èmfasi en els aspectes relacionats amb el treball pràctic, les sessions de discussió, la necessitat d'un ús continuat de les fonts bibliogràfiques i, per tant, la conveniència ineludible de conèixer idiomes estrangers, entre altres mesures. De manera més general i amb repercussió a tota la universitat espanyola, introduí la tesina de llicenciatura com a alternativa a l'examen final, típicament decimonònic, per obtenir el títol. La dècada de 1920 fou l'inici de la carrera que el convertiria en el líder i renovador de la Química espanyola.
La dècada de 1930 representa l'apogeu de Moles en tots els ordres, l'acadèmic, el científic, el professional i el social: els mesos d'agost i setembre de 1930 visita diverses universitats a l'Argentina i l'Uruguai. Participa activament en la construcció del INFQ, inaugurat el febrer de 1932, promogut per la JAE i finançat per la Fundació Rockefeller de Nova York, actual Institut de Química-Física Rocasolano del CSIC. A destacar, també, la seva participació en la posada en marxa de la Universidad Internacional de Verano de Santander, que el 1933, el primer any de funcionament, organitzà una Reunión de Ciencias Químicas en què participaren una vintena d'especialistes de renom internacional, entre els quals els premis Nobel Richard Willstätter, Fritz Haber i Hans von Euler-Chelpin. El gener de 1933 fou elegit membre de la Academia de Ciencias Físicas, Exactas y Naturales i l'any següent dedicà el discurs d'ingrés a temes històrics, «Del Momento Científico Español, 1775-1825»", on apareix el Moles més historiador, que parla dels treballs d'Antoni de Martí i Franquès i dels germans Juan José de Elhúyar i Fausto de Elhúyar. L'organització del IX Congrés Internacional de Química, el primer que es feia després de la Primera Guerra Mundial; tingué lloc a Madrid l'abril de 1934, on Moles fou elegit vicepresident de la IUPAC veient així recompensada tota la feina organitzativa i consolidant el reconeixement científic internacional. És destacable, també, el paper de Moles en la Societat Espanyola de Física i Química (SEFQ); la SEFQ s'havia fundat l'any 1903 i el mateix any començà a publicar la revista Anales de la Sociedad Española de Física y Química. Ambdós aspectes representaren un punt d'inflexió en les ciències físico-químiques espanyoles del moment i l'inici d'un camí nou cap a la modernitat, però cap als anys vint la Societat i els mateixos Anales es trobaven en un procés de rutina i estancament. L'any 1922, Moles entra a la Junta directiva i inicia un conjunt d'accions que contribuïren a recuperar la vida de la SEFQ. Per un costat gestionà l'afiliació a la IUPAC, fet que exigí la constitució d'una Federación Española de Sociedades de Químicas, ja que els estatuts de l'associació internacional només permetien la presència d'una única societat per cada país —restricció encara vigent al dia d'avui. De fet,la Federación es va constituir amb la Societat de Química de Catalunya —predecessora de l'actual Societat Catalana de Química— que era l'única altra societat activa de l'Estat. Paral·lelament, aconseguí normalitzar la publicació regular dels números dels Anales i augmentar significativament el nombre i qualitat dels articles que contenia. Un altre aspecte que potencià, fou la creació de Seccions locals, la primera a Sevilla l'any 1928 i l'any següent la de Barcelona; en anys posteriors s'establiren les seccions territorials d'Astúries, València, Granada, Bilbao i, per acabar, la de Saragossa el 1935; i establí, també, les reunions científiques periòdiques.

## Obra científica
Moles publicà més de dos-cents cinquanta treballs de recerca sobre diferents camps de la química física i la química inorgànica. Un primer grup, que inclou els resultats inicials de la feina feta a Leipzig, fa referència a la determinació de propietats físiques de solvents. Un segon conjunt aplega estudis de magnetoquímica, fets pràcticament tots amb Blas Cabrera, arran de l'estada a Zuric. Un altre conjunt d'articles s'ocupen de la preparació i purificació dels compostos a partir dels quals determinaven els pesos moleculars i l'últim i més nombrós, és el referit a la determinació estricta dels pesos atòmics pel mètode de les densitats límit. A més, publicà un bon nombre d'informes, sovint crítics, sobre les taules de pesos atòmics donades pels comitès internacionals.

### Determinació depesos atòmics
El mètode de les densitats límit, perfeccionat per Moles i els seus col·laboradors, es basa en la determinació de la densitat del gas i de la de l'oxigen, que s'agafa com a patró. El mètode deriva de la llei general dels gasos ideals, 
{\displaystyle PV=nRT}
i, per tant, el pes molecular ve donat per, 
{\displaystyle M=(w/PV)RT}
on la relació w/V és la densitat, Lp. Si es compara amb un gas de referència, l'oxigen, s'arriba a l'expressió 
{\displaystyle {\frac {M'}{M}}={\frac {L_{p}}{L'_{p}}}}
permet de deduir el pes molecular de qualsevol gas a partir de la densitat Lp en condicions normals i de les dades corresponent al gas patró, l'oxigen, L'p.
Atès que les lleis dels gasos ideals només es compleixen a pressions molt baixes, a la vora de 0 atmosferes, és a dir quan els gasos es troben a l'estat gasós perfecte. El valor de la densitat límit no es pot mesurar experimentalment, però es poden determinar una sèrie de valors de Lp, Lp1, Lp2 i finalment, Llim per al gas a pressions diferents, entre 1 i 0 atm, i una sèrie de valors de la densitat L'p, L'p1, L'p2 i L'lim de l'oxigen en condicions idèntiques. Els valors de Llim i L'lim són les densitats límits del gas i del patró oxigen, deduïdes per extrapolació a la pressió p = 0. La relació entre aquests dos valors multiplicada pel pes molecular de l'oxigen, donarà el pes molecular del gas buscat. L'aportació de Moles consistí principalment en la millora en les mesures que donaven resultats més exactes i, també, uns estudis complets i sistemàtics sobre les correccions a fer en la mesura de la pressió, la temperatura i la pesada, en concret: la contracció dels recipients, l'adsorció dels gasos a les parets dels matrassos i la compressibilitat. Aquestes millores aportades per Moles y altres, permeteren arribar a precisions d'1:100.000, que ja donaven bones determinacions de pesos moleculars i atòmics. Les aportacions seves més rellevants es refereixen al brom, fluor, nitrogen, carboni, sofre i silici, valors que determinà diverses vegades modificant les correccions i que sempre van ser recollits de manera immediata a les Taules que publicaven els Comitès corresponents de la IUPAC.
El reconeixement internacional de les aportacions de Moles en el camp de la determinació de pesos atòmics, iniciat de la mà de Guye, fou ràpid i ben aviat participà de manera activa a les Conferències que la IUPAC i fou nomenat membre del Comitè internacional de pesos atòmics, en la reunió de Bucarest de 1925, nomenament ratificat en la reunió d'Amsterdam de l'any 1949, un cop indultat pel règim franquista, que accedí a la secretaria del Comitè.